# Correggio (Ferrara)
Correggio è una frazione di Ferrara che conta 209 abitanti, facente parte della Circoscrizione 4.
Il toponimo deriva dal latino corrigium, cioè una lingua di terra emersa posta sulla sinistra del "Curulus", un piccolo fiume che scorreva nelle vicinanze del paese.
Come altri paesi limitrofi, Correggio fu al centro dell'attenzione di Papa Vittore II che nel 1055 sancì la pertinenza della sua pieve al vescovo di Ferrara.
Anche le campagne di Correggio furono invase dalle acque in seguito alla rotta del Po di Venezia del 1640 e del 1872.

## Monumenti e luoghi d'interesse
- Chiesa di San Basilio Magno. La parrocchiale viene menzionata già nel 1393. Nonostante sia di origine romanica, sono evidenti i rifacimenti settecenteschi della facciata, mentre il campanile è stato ricostruito nel 1940.